# 리샹친
리샹친(李香琴, 이향금, 본명은 리루이친, 李瑞琴, 이서금, 1932년 1월 13일 ~ 2021년 1월 4일)은 중화인민공화국 홍콩 특별행정구의 여성 연극배우, 영화배우, 영화연출가, 영화감독, 텔레비전 연기자이다.

## 생애
중화민국 광둥성 포산에서 출생하여 지난날 한때 일가족과 함께 중화민국 광둥성 광저우에서 잠시 유아기를 보낸 적이 있는 그녀는 11세 시절 일가족과 함께 홍콩으로 이주하였으며 14세 때였던 1946년에 연극배우로 첫 데뷔하였고 4년 후 1950년 3살 연상의 홍콩 연극배우 겸 영화배우 샤오중쿤(蕭仲坤)과 결혼하였으며 이듬해 1951년 샤오중쿤과의 사이에서 1녀를 얻었고 1956년 홍콩 영화 《황비홍삼희녀표사(黃飛鴻三戲女鏢師)》의 조연으로 영화배우 데뷔하였으며 이듬해 1957년 샤오중쿤과 이혼하였고 이후 재혼도 없이 독신이다시피 배우 생활하여 현재에 이르고 있으며 1969년부터는 텔레비전 드라마에도 출연하기 시작하였고 1976년 영화 《대향리여소가첨(大鄉里與掃街添)》에 주연, 이 영화로 영화연출가 데뷔하였으며 이어 같은 해 영화 《니계득기(你係得既)》에 주연, 이 영화로 영화감독 데뷔하였다.

## 출연
- 대삼원
- 이소룡전
- 가유희사

## 같이 보기
- 뤄란
- 샤핑